# Liste von Schiffen mit dem Namen Frauenlob
Frauenlob ist ein mehrfach genutzter deutscher Schiffsname. Er wurde von Friedrich Wilhelm IV. für einen 1855 vom Stapel gelaufenen Schoner festgelegt, dessen Baukosten zum Teil durch Spenden preußischer Frauen finanziert wurden und der ursprünglich den Namen Frauengabe erhalten sollte. Die weiteren deutschen Kriegsschiffe stehen in der Tradition dieses Schoners. Ein Zusammenhang mit dem Dichter Heinrich von Meißen ist bei ihnen nicht bekannt.

## Schiffsliste
| Bezeichnung | Schiffsart         | Klasse / Typ       | Baujahr | Bauwerft                  | Eigner             | Dienstzeit | Verbleib                                       | Bild |
| ----------- | ------------------ | ------------------ | ------- | ------------------------- | ------------------ | ---------- | ---------------------------------------------- | ---- |
| Frauenlob   | Schoner            | Hela-Klasse        | 1855    | Lübke, Wolgast            | Preußische Marine  | 1856–1860  | 1860 im Taifun in der Bucht von Tokio gesunken |      |
| Frauenlob   | Kleiner Kreuzer    | Gazelle-Klasse     | 1902    | AG Weser, Bremen          | Kaiserliche Marine | 1903–1916  | 1916 während der Skagerrakschlacht versenkt    |      |
| Frauenlob   | Kleiner Kreuzer    | Cöln-Klasse        | 1918    | Kaiserliche Werft, Kiel   | Kaiserliche Marine |            | Nicht fertiggestellt, 1921 abgewrackt          |      |
| Frauenlob   | Stationstender     | Minensuchboot 1916 | 1919    | Frerichswerft, Einswarden | Reichsmarine       | 1928–1939  | 1939 in M 134 umbenannt, 1943 versenkt         |      |
| Frauenlob   | Binnenfrachtschiff |                    | 1930    |                           |                    |            | Seit 2008 als Theaterschiff in Stuttgart       |      |
| Frauenlob   | Fahrgastschiff     |                    | 1930    | Berlin-Köpenick           |                    | 1930–2009  | Krakow am See                                  |      |
| Frauenlob   | Minensuchboot      | Frauenlob-Klasse   | 1965    | Kröger-Werft, Rendsburg   | Bundesmarine       | 1966–2002  | Marinetechnikschule                            |      |